# سهره طلایی (رمان)
سهره طلایی (به انگلیسی: The Goldfinch) نام رمانی اثر نویسنده آمریکایی، دونا تارت است که برای اولین بار در سال ۲۰۱۳ توسط انتشارات لیتل براون اند کمپانی در آمریکا منتشر شد.
شخصیت اصلی داستان، تئودور دکر ۱۳ ساله است که از یک بمب‌گذاری تروریستی در موزه هنری که مادرش در آن کشته می‌شود، جان سالم به در برد و یک تابلوی نقاشی کوچک دوران طلایی هلندی به نام سهره طلایی را از آن جا با خود می‌برد. این تابلوی نقاشی یکی از معدود آثار برجای مانده کارل فابریتیوس، نقاش مشهور هلندی است.

## جوایز و افتخارات
- ۲۰۱۳ نامزد جایزه ملی حلقه منتقدان کتاب[۲]
- ۲۰۱۳ قرار گرفتن در لیست ۱۰ کتاب برتر سال ۲۰۱۳ نقد کتاب نیویورک تایمز[۳]
- ۲۰۱۴ برنده جایزه پولیتزر برای داستان[۴]

## ترجمه به فارسی
- عنوان: سهرهٔ طلایی؛ ترجمه مریم مفتاحی. (تهران: نشر قطره، ۱۳۹۶) شابک: ۹۷۸۶۰۰۱۱۹۸۹۰۸[۵]